# ホン・アランブル
ヨン・ミケル・アランブル・メヒアス（Jon Mikel Aramburu Mejías , 2002年7月23日 - ）は、ベネズエラ・ミランダ州カラカス出身のサッカー選手。プリメーラ・フェデラシオン・レアル・ソシエダ所属。ポジションはDF。
父方の祖父がサン・セバスティアン出身のバスク人であり、名前の"Jon"の発音は「ヨン」が近い。

## クラブ経歴
2020年にデポルティーボ・ラ・グアイラのトップチームに昇格するも、同年シーズンはCOVID-19と、それに伴う国内情勢の更なる悪化により、3月から半年以上にわたりリーグ戦中断となり、10月よりリーグ戦方式を変更して再開。同月15日のカラボボFC戦でプロデビュー。21日のトルヒジャーノスFC戦以降は先発に定着。チームは短期シーズンながらリーグ戦初優勝を果たした。
2022年8月3日、レアル・ウニオンと契約したことが発表。2022-23シーズンはプリメーラ・フェデラシオン (3部リーグ)で3ゴールを決めた。
2023年8月1日、レアル・ソシエダと3年契約を締結したことを発表。同時にBチームに配属されることも発表された。

## 代表経歴
プロデビュー前の2019年に、ペルーで開催された南米U-17選手権にU-17ベネズエラ代表で出場。グループAで4位に終わったものの、4試合に先発出場した。2022年から2年間はU-23代表でトゥーロン国際大会。に出場。2023年6月にフル代表初招集。18日のグアテマラ戦で先発で起用され、代表デビューを果たした。